# Balmaceda turneri
Balmaceda turneri is een spinnensoort uit de familie van de springspinnen (Salticidae).
De wetenschappelijke naam van de soort werd in 1946 gepubliceerd door Arthur Merton Chickering.